# Wysznewe (rejon roweńkowski)
Wysznewe (ukr. Вишневе) – wieś na Ukrainie, w obwodzie ługańskim, w faktycznie niefunkcjonującym rejonie roweńkowskim, od 2014 pod kontrolą marionetkowej, uzależnionej od Rosji Ługańskiej Republiki Ludowej. W 2001 liczyła 256 mieszkańców, spośród których 203 wskazało jako ojczysty język ukraiński, a 53 rosyjski.